# Aeropuerto de Taipéi Songshan

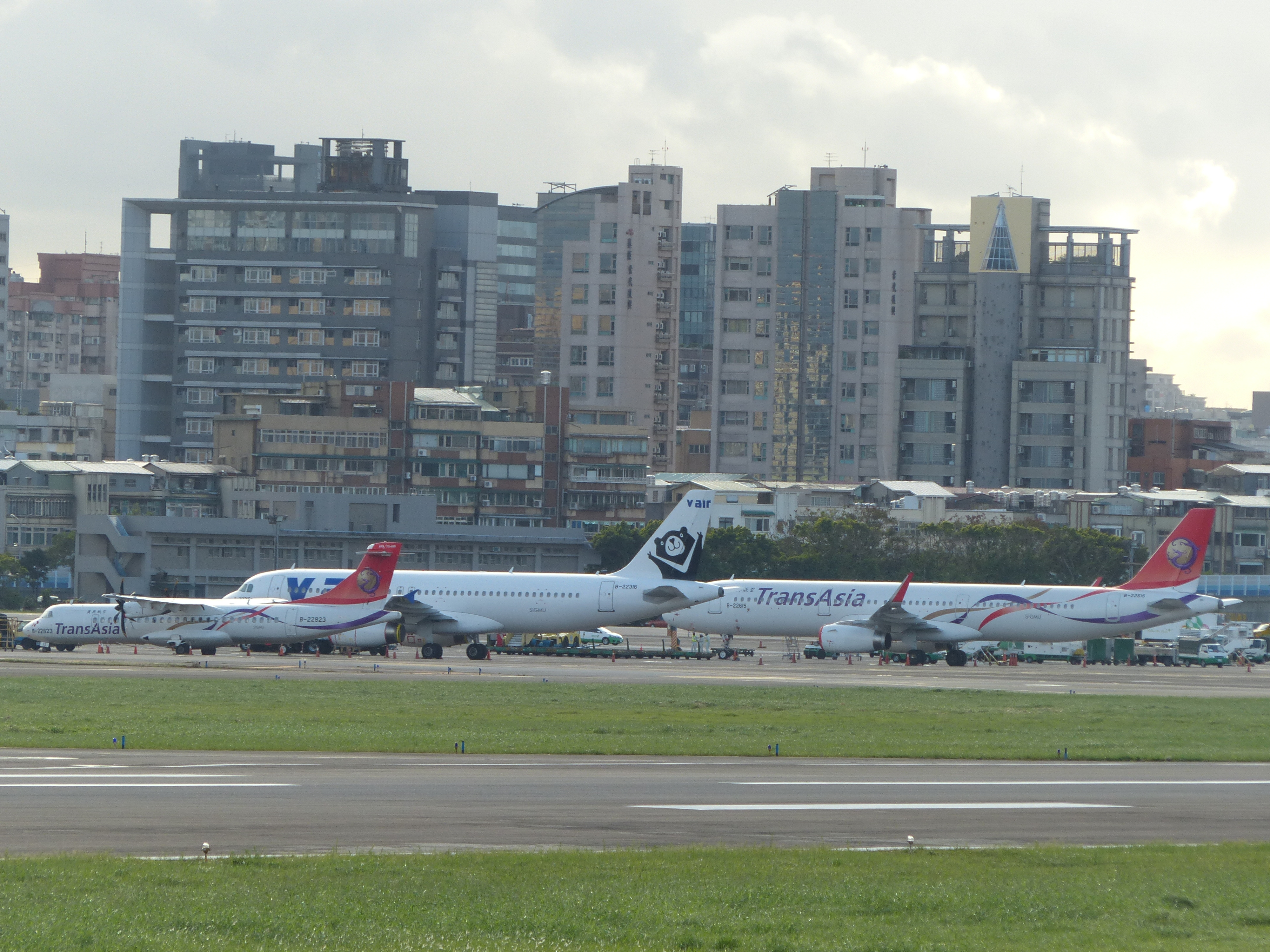
Un ATR-42 y un Airbus A320 de TransAsia Airways y otro Airbus A320 de V Air

El Aeropuerto de Taipéi Songshan (en chino: 台北松山機場) es un aeropuerto comercial de tamaño medio y base aérea militar ubicada en Songshan, Taipéi, en la isla de Taiwán. El aeropuerto tiene una superficie de 182 hectáreas (1,82 kilómetros cuadrados).
La sección civil del aeropuerto de Songshan, oficialmente Aeropuerto Internacional de Taipéi (chino: 台北國際航空站), tiene vuelos regulares a nivel nacional en Taiwán, y también a China continental, Corea del Sur y Japón, con la gran mayoría de vuelos internacionales fuera de la zona de Taipéi siendo gestionados por el Aeropuerto Internacional de Taoyuan.
Songshan es también la base de ciertas unidades de la Fuerza Aérea de la República de China.

## Estadísticas
Ver fuente y consulta Wikidata.